# Leon De La Mothe
Leon De La Mothe est un réalisateur, acteur et scénariste américain né le 26 décembre 1880 à La Nouvelle-Orléans, Louisiane (États-Unis), mort le 12 juin 1943 à Woodland Hills (États-Unis).

## Filmographie

### comme réalisateur
- 1915 : The Red Virgin
- 1915 : The Dream Dance
- 1915 : A House of Cards
- 1915 : The Power of Prayer
- 1915 : The Eagle
- 1915 : The Tenor
- 1915 : The Deficit
- 1915 : The Girl of the Dance Hall
- 1915 : The Man in the Chair
- 1915 : The Death Web
- 1915 : The Silent Man
- 1915 : The Web of Hate
- 1915 : The Vacuum Test
- 1916 : Blind Fury
- 1916 : The Old Watchman
- 1916 : Buck Simmons, Puncher
- 1916 : The Inner Soul
- 1916 : The Living Lie
- 1916 : The Repentant
- 1916 : At the Doors of Doom
- 1916 : A Change of Heart (it) de D. W. Griffith
- 1916 : The Quarter Breed
- 1916 : Public Approval
- 1916 : One of the Pack
- 1916 : The Avenger
- 1916 : Stumbling
- 1919 : The Two Doyles
- 1919 : The Desert Rat
- 1919 : The Cowboy and the Rajah
- 1919 : Brother Bill
- 1919 : Uphill Climb
- 1919 : When Pals Fall Out
- 1920 : Hell's Fury Gordon
- 1920 : Vengeance and the Girl
- 1920 : The Puncher and the Pup
- 1920 : Breezy Bob
- 1920 : Vanishing Trails
- 1924 : The Desert Hawk
- 1925 : Ridin' Wild
- 1925 : Northern Code

### comme acteur
- 1915 : In the Dragon's Claws
- 1916 : Blind Fury
- 1916 : Buck Simmons, Puncher
- 1916 : The Quarter Breed
- 1916 : The Invisible Enemy : Doctor De La Roche
- 1917 : The Magnificent Meddler (en) : Pete Marillo
- 1917 : By Right of Possession (en) : Trimble
- 1917 : The Spotted Lily : Tony Cassati
- 1918 : Her Moment (en) : Sando Gryj
- 1918 : Riddle Gawne (en) : Jess Cass
- 1918 : All for Gold
- 1918 : Captured Alive
- 1918 : The Robber
- 1919 : The Red Glove (en) : The Vulture
- 1924 : Ten Scars Make a Man (en) : Luther Candle
- 1924 : The Desert Hawk (en) : Sheriff Jackson
- 1924 : Horse Sense : Sheriff Crawford
- 1925 : Pals : Obediah Dillwater
- 1925 : Triple Action : Bandit
- 1926 : Desperate Chance
- 1926 : Buried Gold
- 1926 : The Road Agent de J. P. McGowan
- 1926 : The Lost Trail (en)
- 1926 : Cyclone Bob : Bert Rodgers
- 1927 : Sitting Bull at the Spirit Lake Massacre (en) : John Mulcain
- 1928 : Painted Trail (en) de J. P. McGowan : Bluff Gunter
- 1928 : Trailin' Back (en)
- 1928 : Trail Riders (en)